# 阿內塔
50°34′22″N 27°31′5″E / 50.57278°N 27.51806°E
阿內塔（烏克蘭語：Анета）是烏克蘭北部的村莊，隸屬日托米爾州的茲維亞赫爾區。該村始建於1815年，面積1.05平方公里，海拔高度215米，2001年人口215。